# Nuraghe Ardasai
Il nuraghe Ardasai è un monumento archeologico ubicato nel territorio di Seui, nella città metropolitana di Cagliari. È parte di un complesso costituito appunto da un nuraghe complesso, da un villaggio di capanne e da una fonte sacra.

## Il nuraghe
Il nuraghe è composto da una torre centrale circondata da una muraglia, alla quale sono addossate alcune torri secondarie.

## Il villaggio
Il villaggio di capanne, a pianta sia circolare che ovale, si sviluppa intorno al nuraghe e venne costruito utilizzando le rocce naturali reperite nelle vicinanze del sito.

## Galleria d'immagini

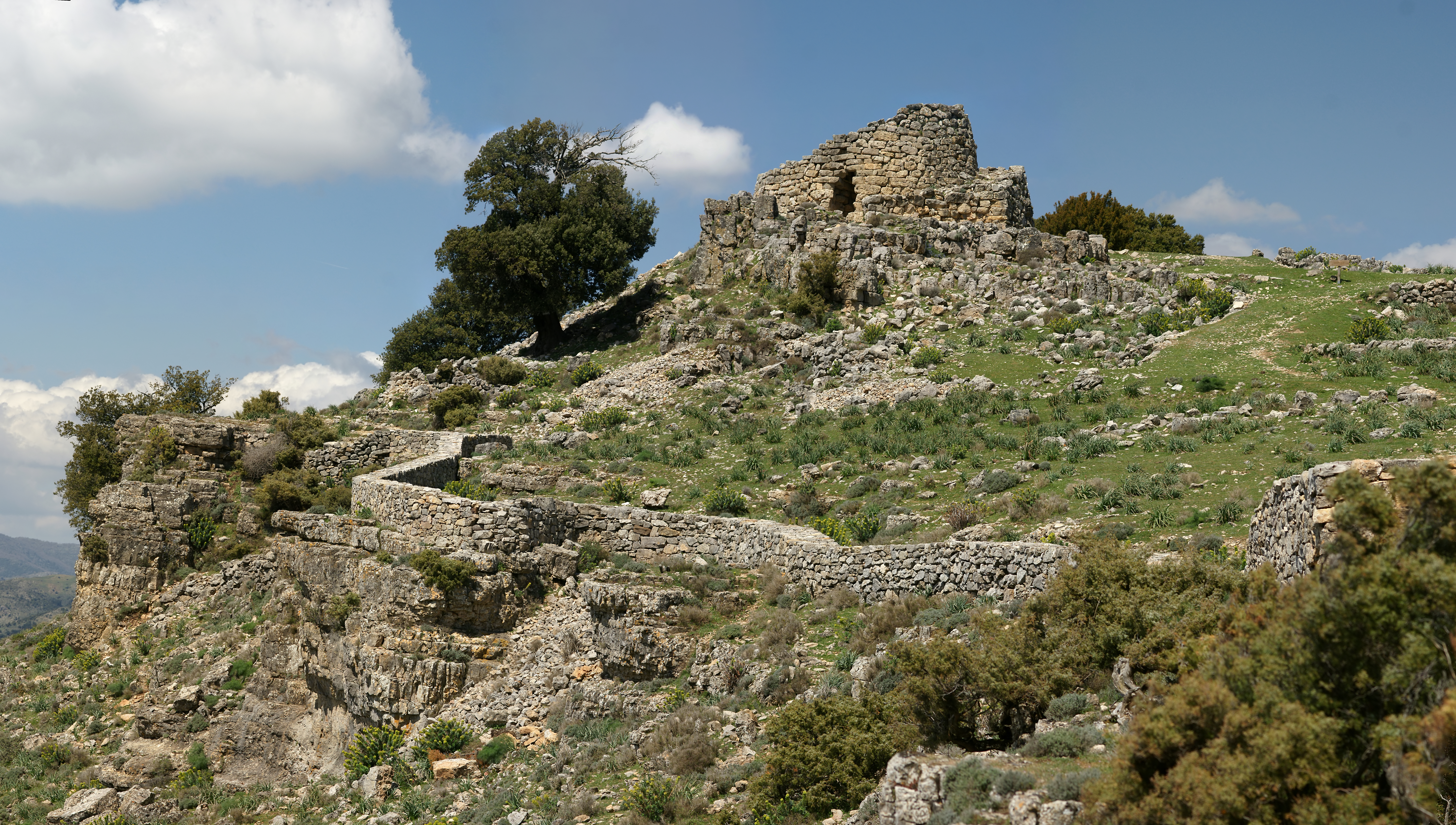
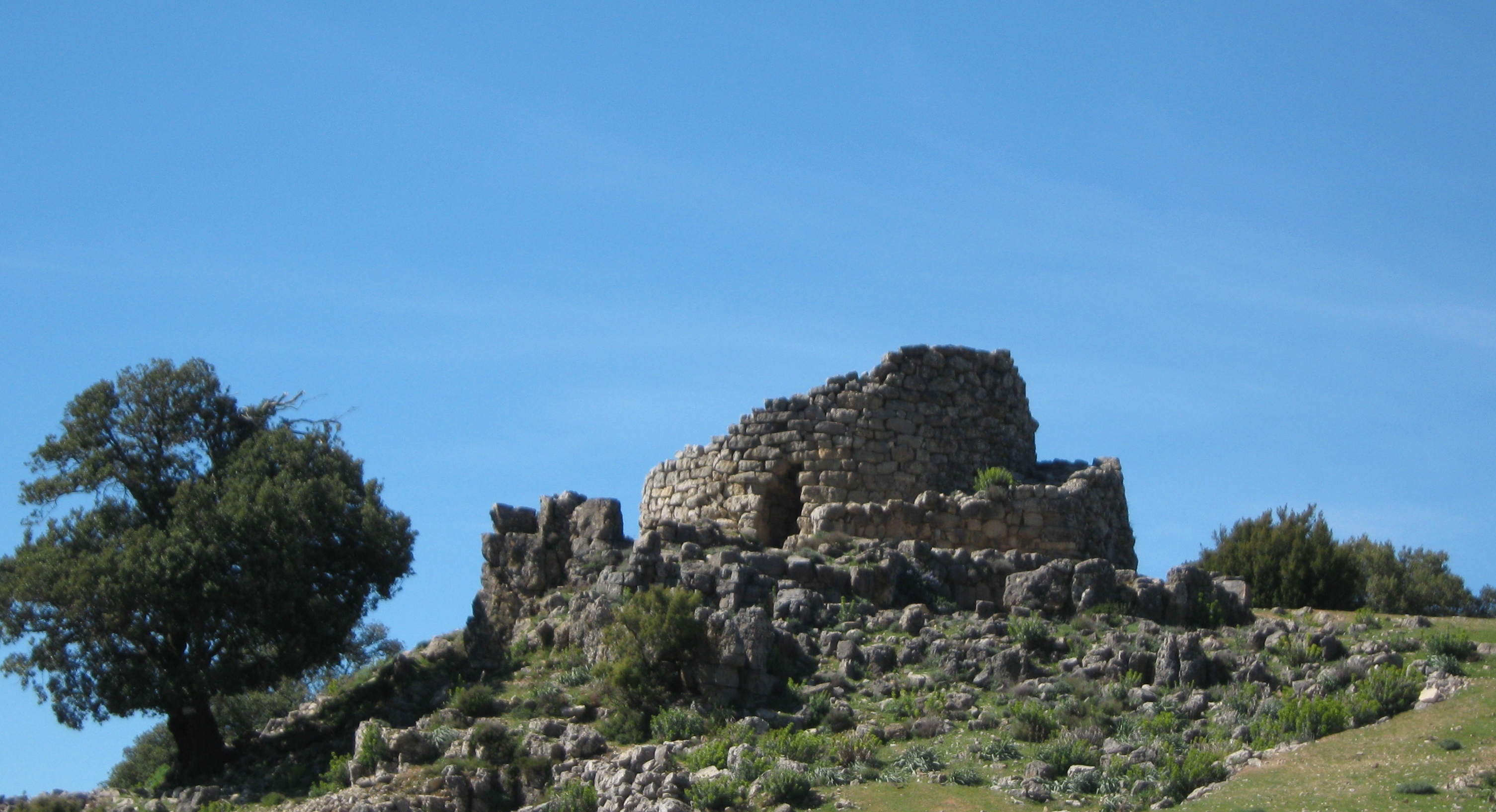